# PlayChoice-10

Logo officiel du PlayChoice-10.

PlayChoice-10 est un système de jeux vidéo pour borne d'arcade, destiné aux salles d'arcade, créé par la société japonaise Nintendo en 1986. Ce système n'est pas compatible JAMMA et demande une adaptation, câblage, inverter vidéo et amplification sonore.

## Description
Leader dans l'industrie du jeu vidéo à l'époque, Nintendo lance le système PlayChoice-10 basé sur du matériel déjà existant à l'époque, la Nintendo Entertainment System (NES). Il fut utilisé par plusieurs fabricants, avec chacun de petites spécificités. Cette console 8 bits est la base du PlayChoice-10, avec quelques légères variantes.
Il intègre un Zilog Z80 comme CPU central : ce processeur va gérer la partie supplémentaire non-présente sur la NES d'origine. Il va s'occuper, entre autres, du timer, du monnayeur, du second écran ou du choix du jeu… La partie NES classique intègre un N2A03 (MOS Technology 6502 modifié par Ricoh). Le son utilise aussi un N2A03 avec des circuits DAC. En accord avec les sources de MAME, il est nécessaire de préciser que le PlayChoice-10 a connu plusieurs révisions de PPU[pas clair].
La borne était une borne standard dédiée à ce système, dans laquelle on pouvait changer des petites pcbs de jeu. Dix cartouches pouvaient être branchées simultanément sur la carte mère. La sélection du jeu s'effectue grâce à des boutons supplémentaires, du joystick et des deux boutons par personnes.
Les principales modifications apportées au hardware Nintendo étaient :
- Le système de paiement : on ne payait pas pour un nombre de crédits mais pour du temps. Chaque pièce insérée donnait droit à un temps de jeux. Un compte à rebours était effectué.
- La présence d'un second écran (diagonale de 20 cm, l'écran principal a une diagonale de 51 cm[3]) qui permettait la gestion, à la fois du choix, de la durée, des informations et des contrôles, de tous ces jeux. Les jeux étaient proposés sous forme de liste dans le premier écran ainsi que toutes les autres informations utiles.

La quasi-totalité des jeux PlayChoice-10 furent des portages soit des jeux Nes, soit des suites de jeux d'arcades portés sur la Nes. Peu de jeux furent développés spécifiquement pour cette borne d'arcade.
Nintendo a également créé une version du PlayChoice-10 sans écran supplémentaire, acceptant une seule cartouche.

## PlayChoice-10 Countertop
Nintendo a également commercialisé en 1988 une version borne de table du système PlayChoice-10, appelé PlayChoice-10 Countertop,.
Il ne comporte qu'un seul écran, tout est effectué dans l'écran principal. Le système propose toujours la possibilité de choisir un jeu parmi plusieurs et de les interchanger,. La mini-borne comporte un mini-joystick et deux boutons de jeu par joueur, la sélection de jeu se fait par l'intermédiaire de boutons supplémentaires.

## Spécifications techniques

### Processeurs
- Zilog Z80 cadencé à 4 MHz

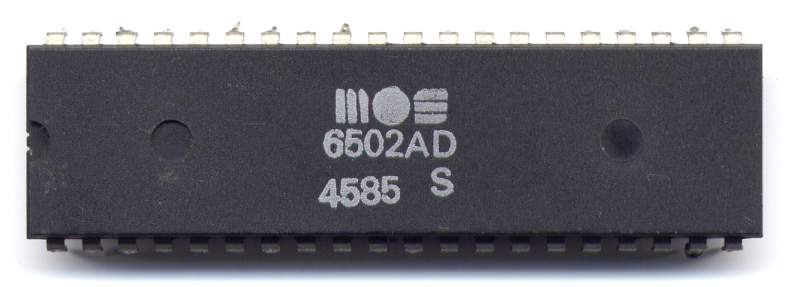
La technologie de la puce 6502 de MOS Technology a servi de base pour la fabrication par Ricoh du processeur central de la NES.

- N2A03 cadencé à 1,789 772 MHz 8 bits de Ricoh basé sur un cœur 6502 de MOS Technology modifié.
  - Version NTSC, nommée RP2A03, tournant à 1,79 MHz.
  - Mémoire RAM principale : 2 Ko, (avec la possibilité d'en mettre plus sur la cartouche de jeu si nécessaire).

### PPU
N2A03 : processeur vidéo 8 bits de Ricoh modifié :
- Différences entre régions :
  - Version NTSC, nommée RP2C03, tournant à 5,37 MHz.
  - Version PAL, nommée RP2C07, tournant à 5,32 MHz.
- Mémoire vive : 2 Ko (sans compter la mémoire morte et/ou vive présente dans les cartouches)
- Résolution d'affichage : 256x240 pixels.
- Palette de couleurs : 53 couleurs différentes, dont 5 niveaux de gris (palette non standard RVB).
- Couleurs affichables : 25 couleurs par scanline pour un total de 52 couleurs affichables à l'écran (avec 2 scanlines de 25 couleurs chacune), dont 25 couleurs pour le fond d'écran, 4 sets de 3 couleurs pour les sprites et 4 sets de 3 couleurs pour les tiles.Une borne d'arcade deluxe PlayChoice 10.

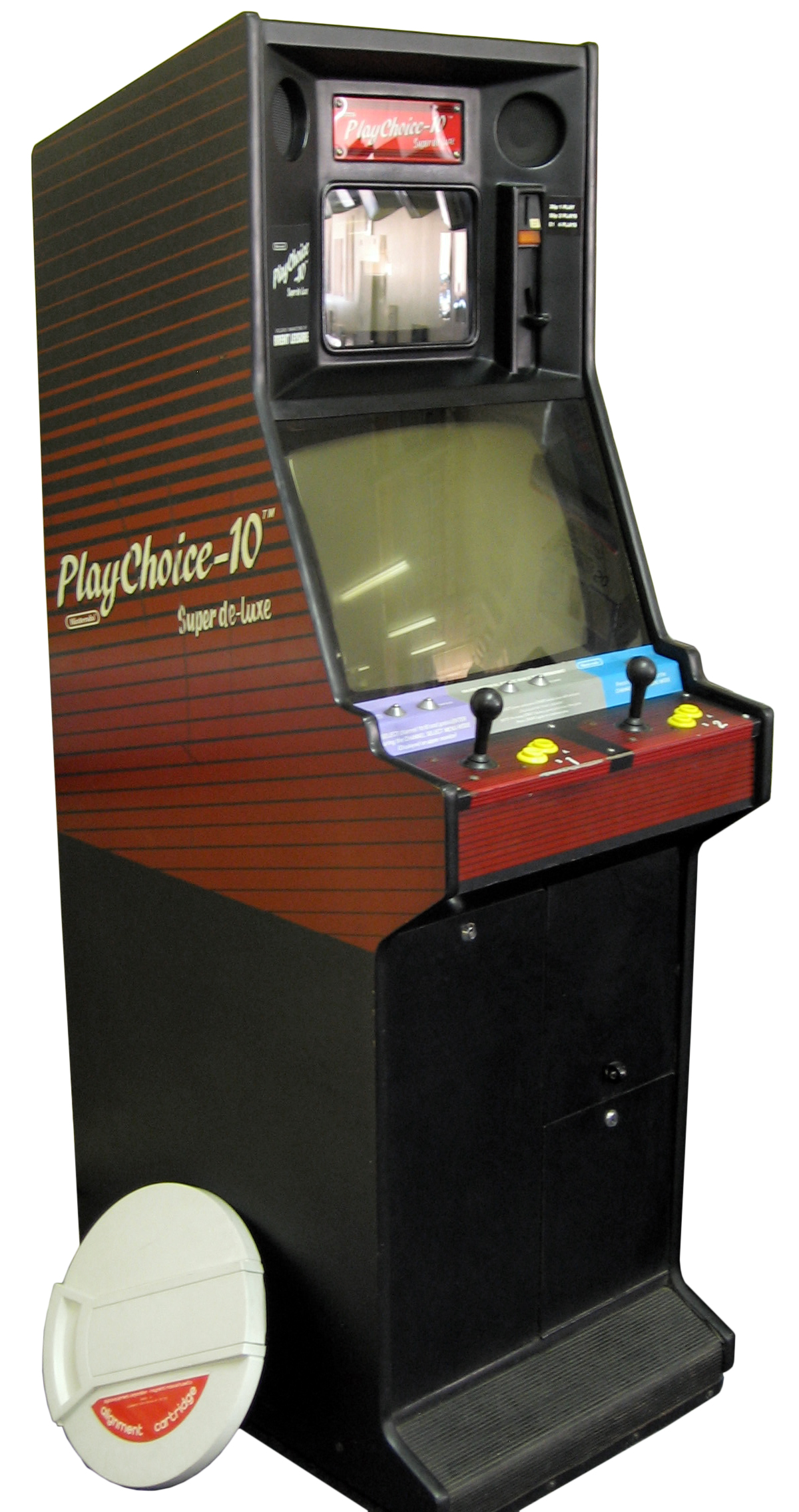
Une borne d'arcade deluxe PlayChoice 10.

- Sprites pris en charge électroniquement (DMA) :
  - Nombre maximal de sprites à l'écran : 64.
  - Nombre maximal de sprites par scanline : 8.
  - Taille des sprites (taille globale pour tous les sprites à la fois) : 8x8 pixels ou 8x16 pixels.

### Audio
- Audio intégré : son PSG spécifique, constitué de 5 canaux audio :
  - 2 canaux de forme d'onde « square » programmables (54 Hz - 28 kHz), 16 niveaux de volume, 4 valeurs de rapport cyclique différentes possibles (25 %, 50 %, 75 %, 87,5 %), possibilité de faire des glissando grâce au hardware.
  - 1 canal de forme d'onde « triangle » programmable (27 Hz - 56 kHz).
  - 1 canal de type bruit blanc (noise), programmable 16 niveaux de volume, 16 fréquences possibles, la longueur de la séquence-pseudo aléatoire peut être changée entre deux longueurs prédéfinies.
  - 1 canal delta-PCM, qui lit des échantillons audio codés en delta sur 1 bit, avec 16 fréquences d'échantillonnage possibles (4,2 kHz - 33,5 kHz). Il est également possible pour le programme d'écrire directement des valeurs 7-bits sur ce canal en temps réel.

## Liste des jeux
| Titre                                              | Développeur       | Éditeur  | Système       | Genre | Date |
| -------------------------------------------------- | ----------------- | -------- | ------------- | ----- | ---- |
| 1942                                               | Capcom            | Nintendo | PlayChoice-10 |       | 1986 |
| Balloon Fight                                      | Nintendo          | Nintendo | PlayChoice-10 |       | 1986 |
| Baseball                                           | Nintendo          | Nintendo | PlayChoice-10 |       | 1985 |
| Baseball Stars: Be a Champ!                        | SNK               | Nintendo | PlayChoice-10 |       | 1989 |
| Captain Sky Hawk                                   | Rare              | Nintendo | PlayChoice-10 |       | 1989 |
| Castlevania                                        | Konami            | Nintendo | PlayChoice-10 |       | 1987 |
| Contra                                             | Konami            | Nintendo | PlayChoice-10 |       | 1988 |
| Disney's Chip'n Dale: Rescue Rangers               | Capcom            | Nintendo | PlayChoice-10 |       | 1990 |
| Double Dragon                                      | Technos Japan     | Nintendo | PlayChoice-10 |       | 1988 |
| Double Dribble                                     | Konami            | Nintendo | PlayChoice-10 |       | 1987 |
| Dr. Mario                                          | Nintendo          | Nintendo | PlayChoice-10 |       | 1990 |
| Duck Hunt                                          | Nintendo          | Nintendo | PlayChoice-10 |       | 1984 |
| Excitebike                                         | Nintendo          | Nintendo | PlayChoice-10 |       | 1985 |
| Gauntlet                                           | Tengen            | Nintendo | PlayChoice-10 |       | 1988 |
| Golf                                               | Nintendo          | Nintendo | PlayChoice-10 |       | 1985 |
| Gradius                                            | Konami            | Nintendo | PlayChoice-10 |       | 1986 |
| Hogan's Alley                                      | Nintendo          | Nintendo | PlayChoice-10 |       | 1984 |
| Kung Fu                                            | Nintendo          | Nintendo | PlayChoice-10 |       | 1985 |
| Mario Bros.                                        | Nintendo          | Nintendo | PlayChoice-10 |       | 1986 |
| Mario's Open Golf                                  | Nintendo          | Nintendo | PlayChoice-10 |       | 1991 |
| Mega Man III                                       | Capcom            | Nintendo | PlayChoice-10 |       | 1990 |
| Metroid                                            | Nintendo          | Nintendo | PlayChoice-10 |       | 1986 |
| Mike Tyson's Punch-Out!!                           | Nintendo          | Nintendo | PlayChoice-10 |       | 1987 |
| Ninja Gaiden                                       | Tecmo             | Nintendo | PlayChoice-10 |       | 1989 |
| Ninja Gaiden Episode II: The Dark Sword of Chaos   | Tecmo             | Nintendo | PlayChoice-10 |       | 1990 |
| Ninja Gaiden Episode III: The Ancient Ship of Doom | Tecmo             | Nintendo | PlayChoice-10 |       | 1991 |
| Nintendo World Cup                                 | Technos Japan     | Nintendo | PlayChoice-10 |       | 1990 |
| Pin Bot                                            | Rare              | Nintendo | PlayChoice-10 |       | 1988 |
| Power Blade                                        | Taito Corporation | Nintendo | PlayChoice-10 |       | 1991 |
| Pro Wrestling                                      | Nintendo          | Nintendo | PlayChoice-10 |       | 1986 |
| R.C. Pro-Am                                        | Rare              | Nintendo | PlayChoice-10 |       | 1987 |
| Rad Racer                                          | Square            | Nintendo | PlayChoice-10 |       | 1987 |
| Rad Racer II                                       | Square            | Nintendo | PlayChoice-10 |       | 1990 |
| Rockin' Kats                                       | Atlus             | Nintendo | PlayChoice-10 |       | 1991 |
| Rush'n Attack                                      | Konami            | Nintendo | PlayChoice-10 |       | 1987 |
| Rygar                                              | Tecmo             | Nintendo | PlayChoice-10 |       | 1987 |
| Shatterhand                                        | Jaleco            | Nintendo | PlayChoice-10 |       | 1990 |
| Solar Jetman                                       | Rare              | Nintendo | PlayChoice-10 |       | 1990 |
| Super C                                            | Konami            | Nintendo | PlayChoice-10 |       | 1990 |
| Super Mario Bros.                                  | Nintendo          | Nintendo | PlayChoice-10 |       | 1985 |
| Super Mario Bros. 2                                | Nintendo          | Nintendo | PlayChoice-10 |       | 1988 |
| Super Mario Bros. 3                                | Nintendo          | Nintendo | PlayChoice-10 |       | 1988 |
| Tecmo Bowl                                         | Tecmo             | Nintendo | PlayChoice-10 |       | 1989 |
| Teenage Mutant Hero Turtles                        | Konami            | Nintendo | PlayChoice-10 |       | 1989 |
| Teenage Mutant Ninja Turtles II: The Arcade Game   | Konami            | Nintendo | PlayChoice-10 |       | 1990 |
| Tennis                                             | Nintendo          | Nintendo | PlayChoice-10 |       | 1985 |
| The Goonies                                        | Konami            | Nintendo | PlayChoice-10 |       | 1986 |
| Track and Field                                    | Konami            | Nintendo | PlayChoice-10 |       | 1987 |
| Trojan                                             | Capcom            | Nintendo | PlayChoice-10 |       | 1986 |
| Uncle Fester's Quest: The Addams Family            | Sunsoft           | Nintendo | PlayChoice-10 |       | 1989 |
| Volley Ball                                        | Nintendo          | Nintendo | PlayChoice-10 |       | 1987 |
| Wild Gunman                                        | Nintendo          | Nintendo | PlayChoice-10 |       | 1985 |
| Yo! Noid                                           | Capcom            | Nintendo | PlayChoice-10 |       | 1990 |